# Renato Cellini
Renato Cellini (24 aprile 1912 – New Orleans, 25 marzo 1967) è stato un direttore d'orchestra italiano, noto in particolare in campo operistico.
Era figlio di Ezio Cellini, direttore di palcoscenico che lavorò assiduamente con Arturo Toscanini

## Biografia
Giunse negli Stati Uniti nel 1947 ed entrò a far parte della compagnia d'opera del Metropolitan Opera di New York, dove debuttò il 21 marzo 1949 dirigendo Otello (Verdi) con Ramón Vinay, Licia Albanese, Leonard Warren e Nicola Moscona nella trasferta di Baltimora, seguito da Il barbiere di Siviglia (Rossini) con Frank Valentino, Salvatore Baccaloni ed Italo Tajo a Cleveland e nell'aprile 1952 Don Carlo, con un cast composto, fra gli altri, da Jussi Björling, Eleanor Steber, Robert Merrill, Regina Resnik, Jerome Hines, Moscona e Lucine Amara a New York.
Nel luglio 1949 dirige La favorita con Giulietta Simionato, Giuseppe Di Stefano, Enzo Mascherini e Cesare Siepi al Palacio de Bellas Artes di Città del Messico.
Nel 1953 al Metropolitan diresse Aida con Herva Nelli e Valentino e La forza del destino (con Zinka Milanov, Mario del Monaco, Paolo Silveri e Siepi), che ripeté nel 1954 insieme a Cavalleria rusticana con la Milanov, Kurt Baum e Valentino e Pagliacci con la Amara, Gino Penno, Warren, Renato Capecchi e Charles Anthony Caruso.
Nello stesso anno venne nominato direttore artistico e direttore  principale alla New Orleans Opera Association, dove debuttò ne La bohème. Mentre era a New Orleans fondò la The Experimental Opera Theatre of America (1954-60) e la New Orleans Opera. In tale sede favorì il debutto di giovani cantanti; fra questi Harry Theyard, Mignon Dunn, Norman Treigle, John Reardon, Audrey Schuh, André Turp, Chester Ludgin, John Macurdy, Stanley Kolk, Ara Berberian, Enrico Di Giuseppe, Ticho Parly, Benjamin Rayson.
A New Orleans diresse molteplici opere, fra cui Otello (con Ramón Vinay ed Herva Nelli), Tosca (con Inge Borkh), Lakmé, Amelia al ballo, Elektra, L'amore dei tre re, Falstaff (con Leonard Warren), Werther, La Cenerentola, Boris Godunov (con Boris Christoff), Il trovatore, Turandot, Norma, Don Giovanni, Tannhäuser, La Gioconda, Manon, Un ballo in maschera, Orfeo ed Euridice, Der Rosenkavalier, Rigoletto (con Cornell MacNeil), La forza del destino.
Sempre a New Orleans, diresse molti cantanti di levatura internazionale, fra i quali Luigi Alva (Almaviva ne Il barbiere di Siviglia), Giuseppe Campora (Edgardo in Lucia di Lammermoor), Lisa Della Casa (Marschallin in Der Rosenkavalier), Plácido Domingo (Lord Arturo Bucklaw in Lucia di Lammermoor), Nicolai Gedda (Manon), Louis Quilico,  Cesare Siepi (Don Giovanni), Beverly Sills (Heroines in Les contes d'Hoffmann).
Salì sul podio per l'ultima volta in un'edizione di Aida nel 1964.

## Discografia (opere complete)

### Incisioni in studio
- Verdi: Rigoletto (Leonard Warren, Erna Berger, Jan Peerce, Italo Tajo, Nan Merriman) 1950 RCA
- Verdi: Il trovatore (Zinka Milanov, Jussi Björling, Fedora Barbieri, Leonard Warren, Nicola Moscona) 1952 RCA
- Mascagni: Cavalleria rusticana (Zinka Milanov, Jussi Björling, Robert Merrill) 1953 RCA
- Leoncavallo: Pagliacci (Jussi Björling, Victoria de los Ángeles, Leonard Warren, Robert Merrill) 1953 RCA

### Registrazioni dal vivo
- Massenet: Werther (Cesare Valletti, Nell Rankin, Arthur Cosenza, Josephine Guido) 1956 Bongiovanni
- Verdi: Falstaff (Leonard Warren, Turp, Della Chiesa, Schuh, Torigi) 1956 VAI
- Verdi: La traviata (selez):(Dorothy Kirsten, Thomas Hayward, Cornell MacNeil) 1958 VAI
- Puccini: La bohème (Licia Albanese, Giuseppe Di Stefano, Giuseppe Valdengo, Audrey Schu, Norman Treigle) 1959 VAI
- Puccini: Madama Butterfly (Dorothy Kirsten, Daniele Barioni) 1960 VAI
- Saint-Saëns: Samson et Dalila (Rise Stevens, Ramon Vinay, Kathy Berberian) 1960 VAI
- Verdi: Un ballo in maschera (Giuseppe Di Stefano, Margherita Roberti, Manuel Ausensi, Oralia Domínguez) 1960 GDS/Première Opera
- Ponchielli: La Gioconda (Zinka Milanov, Giuseppe Gismondo, Cesare Bardelli, Kramarich, Wilderman) 1960 VAI
- Verdi: La forza del destino (selez.) (Farrell, Cassilly) 1963 VAI
- Mascagni: Cavalleria rusticana (Zinka Milanov, Giuseppe Gismondo, Rayson) 1963 VAI